# Valash

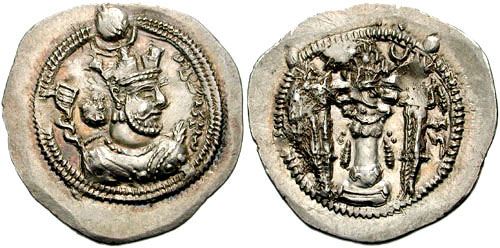
Munt met beeld van Valash

Valash was een sjah van de Sassaniden, een dynastie die van de 3e eeuw tot 651 over het gebied dat nu Iran is heerste. Valash was de twintigste sjah van de Sassaniden, zijn voorganger was Peroz en zijn opvolger Kavad I. Valash heerste over het rijk van 484 tot 488.